# NGC 3250E
NGC 3250E (другие обозначения — ESO 317-34, MCG -7-22-13, IRAS10268-3949, PGC 30865) — спиральная галактика с перемычкой (SBc) в созвездии Насос.
Этот объект не входит в число перечисленных в оригинальной редакции «Нового общего каталога» и был добавлен позднее.
Галактика NGC 3250E входит в состав группы галактик NGC 3318. Помимо NGC 3250E в группу также входят NGC 3250, NGC 3250B, NGC 3318, NGC 3318B, ESO 317-17, ESO 317-19, ESO 317-21 и ESO 317-23.